# Ambarvalia
Ambarvalia este denumirea unor serbări romane ale vegetației. Evenimentele aveau loc la sfârșitul lunii mai, întâi în cinstea lui Marte, apoi în cinstea Diei, zeița fecundității. Preoții ceremoniilor se numeau arvali și organizau procesiunea de-a lungul câmpurilor și implorau zeilor recolte bogate.